# Аров Борис Лазарович
Борис Лазарович Аров (1 травня 1919, с. Аджамка, Херсонська губернія, сучасна Кіровоградська область — 11 січня 2016, Миколаїв) — радянський і український спортивний журналіст.

## З життєпису
З 1937 року працював у миколаївській обласній газеті «Южная правда». Вів репортажі з чемпіонату світу з хокею 1974, Олімпійських ігор 1980, Універсіади 1981. Його статті друкували «Огонёк», «Юность», «Молодёжная эстрада», «Україна», «Старт». У співавторстві з Маргаритою Саєнко — автор п'єси «Партизанська іскра» (про однойменну партизанську організацію), яка отримала республіканську комсомольську премію імені М. Островського. Лауреат численних нагород Асоціації спортивних журналістів України, у тому числі в найпрестижнішій номінації — приз імені Ігоря Засєди «За честь і гідність у журналістиці». У співпраці з Емілем Январьовим створив сценарії документальних фільмів «До свиданья, корабли» та «Незримый пассажир» (про письменника і педагога Адріана Топорова).
Останню свою книгу 96-річний Аров дописав і направив у видавництво кілька днів перед смертю, в січні 2016 року.
Помер 11 січня 2016 р., похований на миколаївському міському кладовищі.